# خاطرات بریجت جونز (فیلم)
دفتر خاطرات بریجت جونز (به انگلیسی: Bridget Jones's Diary) فیلمی محصول سال ۲۰۰۱ انگلستان به کارگردانی شارون مگوایر است. در این فیلم بازیگرانی همچون رنی زلوگر، هیو گرانت، کالین فرث، جیم برودبنت، امبت دیویتس و جما جونز، سلیا ایمری، جیمز فوکنر، شرلی هندرسون، جیمز کالیس، لیزا باربوسکیا، دالی ولز و دونالد داگلاس ایفای نقش کرده‌اند. دنباله‌های این فیلم در سال ۲۰۰۴ با نام بریجت جونز: نکته باریک و سال ۲۰۱۶ با نام بچه بریجت جونز ساخته شده است.